# 桃面愛情鳥
桃面愛情鸚鵡（学名：Agapornis roseicollis），又名桃臉情侶鸚鵡、愛情鸚鵡、愛情鳥、小鸚、桃臉牡丹鸚鵡，是一種分佈在非洲西南部乾旱地區的情侶鸚鵡。牠們經常吱吱的叫，是高度群居的鳥類，在野外很多時都以小群生活。牠們全日也會吃東西，經常洗澡。不同群落會有不同的顏色，但雌鳥一般都較暗及綠，而雄鳥則較細小及鮮艷。牠們睡覺時會並排而坐及面向對方。雌鳥可以將一些天然物料撕成長條來築巢。

## 分類
桃面愛情鳥是於1818年由法國鳥類學家路易·皮埃尔·维埃约所描述。他最初將牠們分類在非洲灰鸚鵡屬中，但後來牠們被移至牡丹鸚鵡屬中。其下有兩個亞種：納米比亞及南非的指名亞種A. r. roseicollis及安哥拉的A. r. catumbella。

## 特徵
桃面愛情鳥是細小的鳥類，長17-18厘米，雙翼平均長10.6厘米，尾巴長44-52毫米。野外的大部份都呈綠色，臀部藍色。面部及喉嚨都是粉紅色，前額及眼睛對上最深色。喙呈黃綠色，瞳孔褐色，腳呈灰色。雛鳥的面部及喉嚨顏色較淡，背部褐色。
雄鳥及雌鳥的外觀相似，單靠外觀很難分辨。雄鳥的盆骨長1-3毫米，而雌鳥的則長6-8毫米。

## 分佈及棲息地

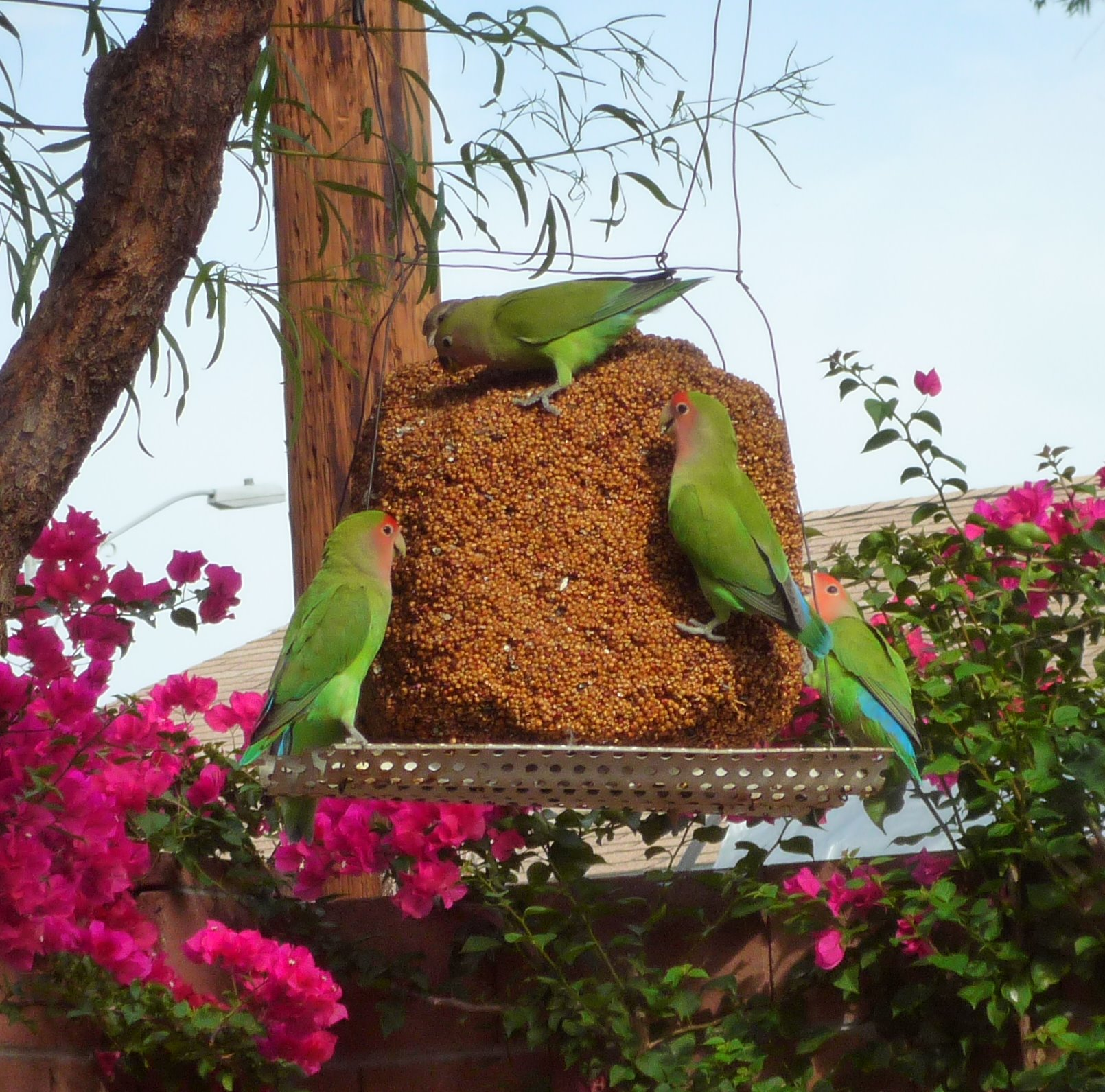
正在吃種子的野生桃面愛情鳥。

桃面愛情鳥棲息在非洲西南部乾旱遼闊的地方。牠們的分佈由安哥拉西南部，橫跨納米比亞的大部份地方，至南非西北部的奧蘭治河下游河谷。牠們可以棲息到海拔1600米的地方，喜歡居住在闊葉林地、半沙漠及山區。牠們居住的地方是依賴有否水源。
在世界各地都有飼養的桃面愛情鳥走失，在英國倫敦及美國亞利桑那州有野生的群落居住。

## 保育
桃面愛情鳥在一些地區的群落因寵物貿易的緣故而有所減少，但數量卻有因開發水源而有所增加。世界自然保護聯盟將牠們列為無危。

## 行為
桃面愛情鳥主要吃種子及漿果。一般為人所飼養的則主要餵養向日葵種子、迦納利子。等當食物豐富時，牠們的群落數目可以有幾百隻。牠們有時會成為農地的害蟲。
桃面愛情鳥會在石縫築巢，或居住在群織雀大型的鳥巢中。牠們也會在天台等人工地方築巢。初次發情時會將身軀貼近棲木，摩擦生殖器附近，不久即會求偶。雌鳥每年2月至4月會生4-6隻蛋。蛋呈白色，長23.5毫米，闊17.3毫米。孵化期為23日，雛鳥43天大就會換羽。

## 突變
- 參見：桃面愛情鳥顏色遺傳（英语：Rosy-faced lovebird colour genetics）、黃化桃面愛情鳥（英语：Lutino rosy-faced lovebird mutation）、紅化桃面愛情鳥（英语：Red-suffusion rosy-faced lovebird mutation）

桃面愛情鳥的顏色突變是所有情侶鸚鵡中最廣的。一般而言，這些突變可以分為顯性、共顯性、隱性及性連隱性。

桃面愛情鳥的顏色突變
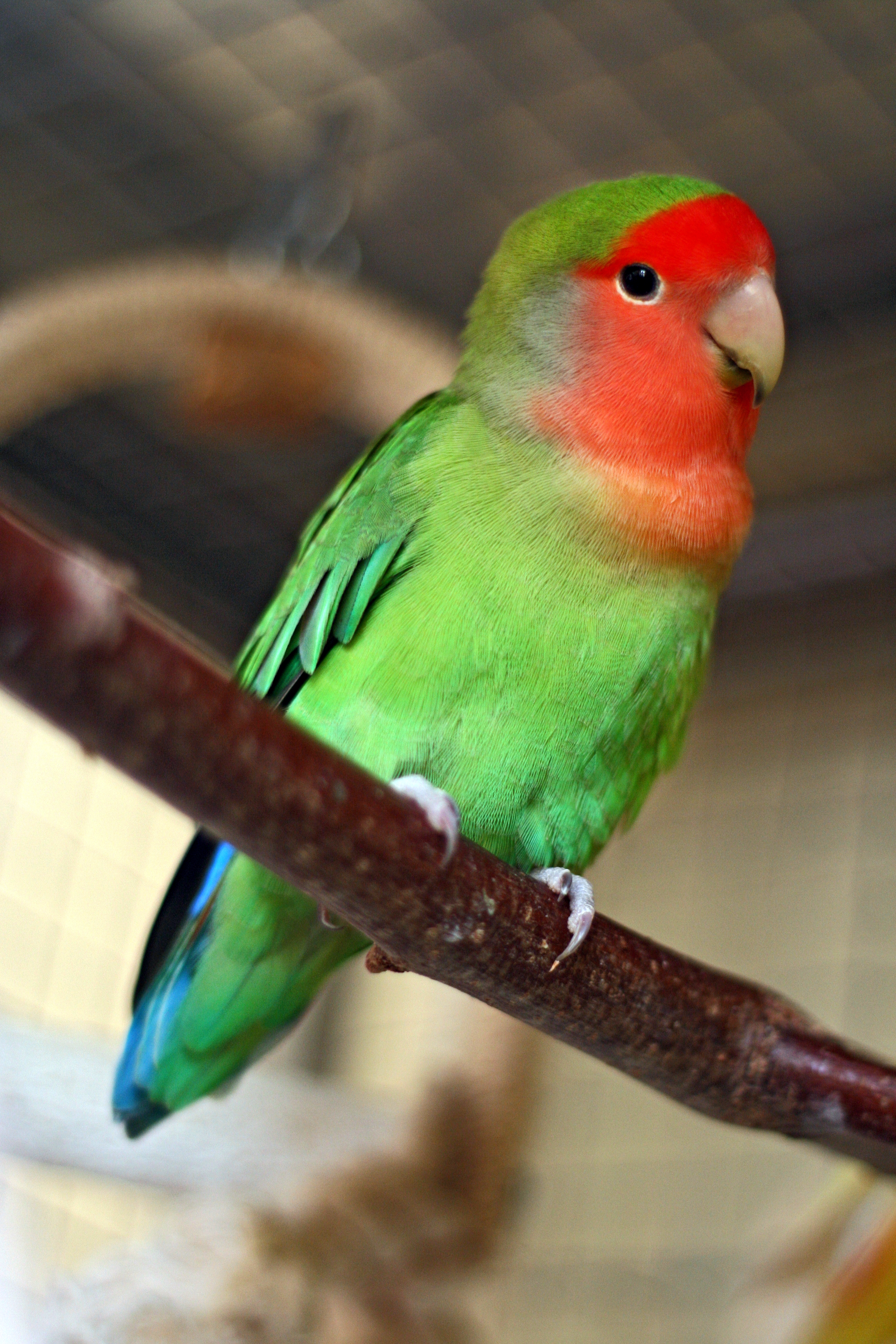
野外型
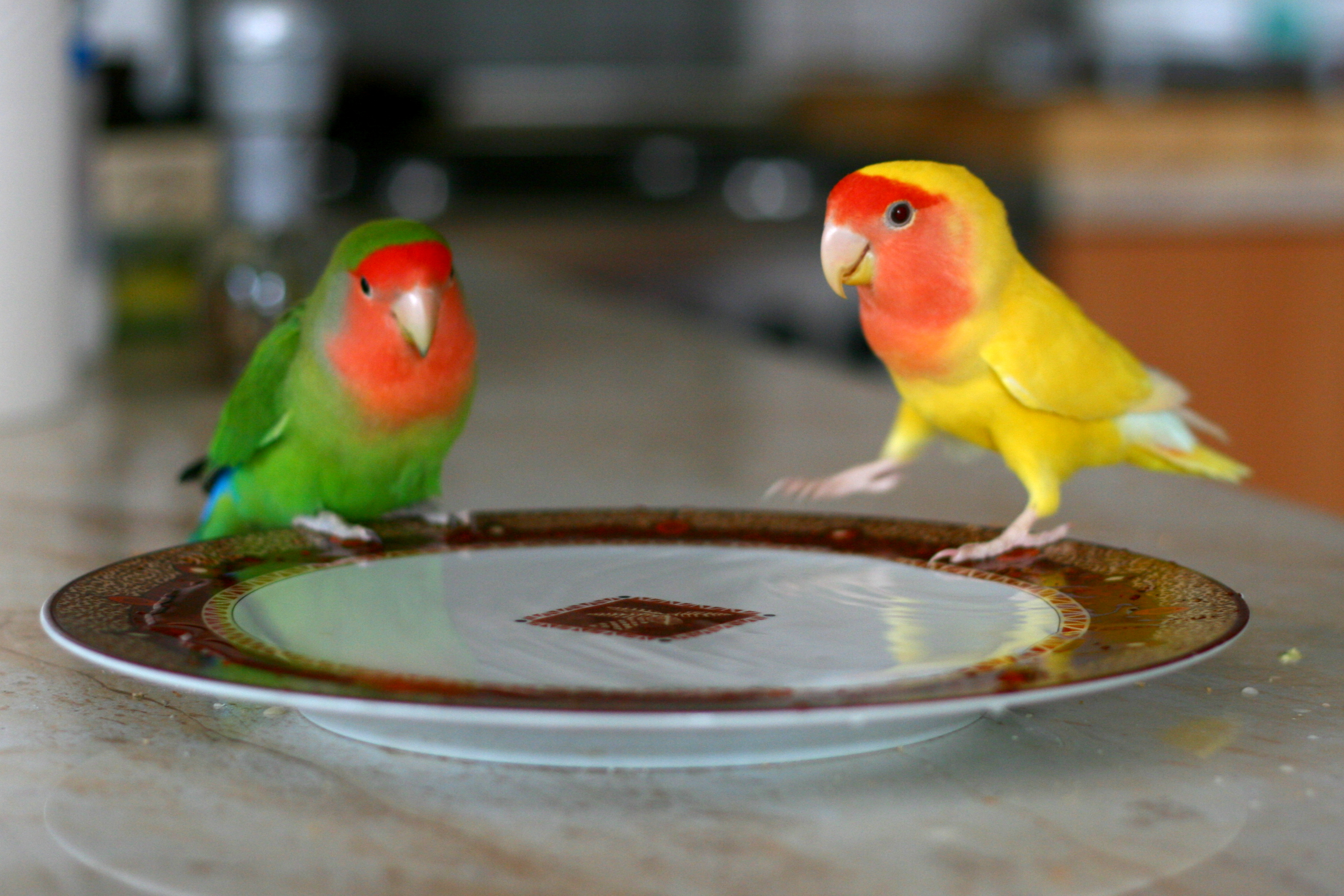
黃化（右）
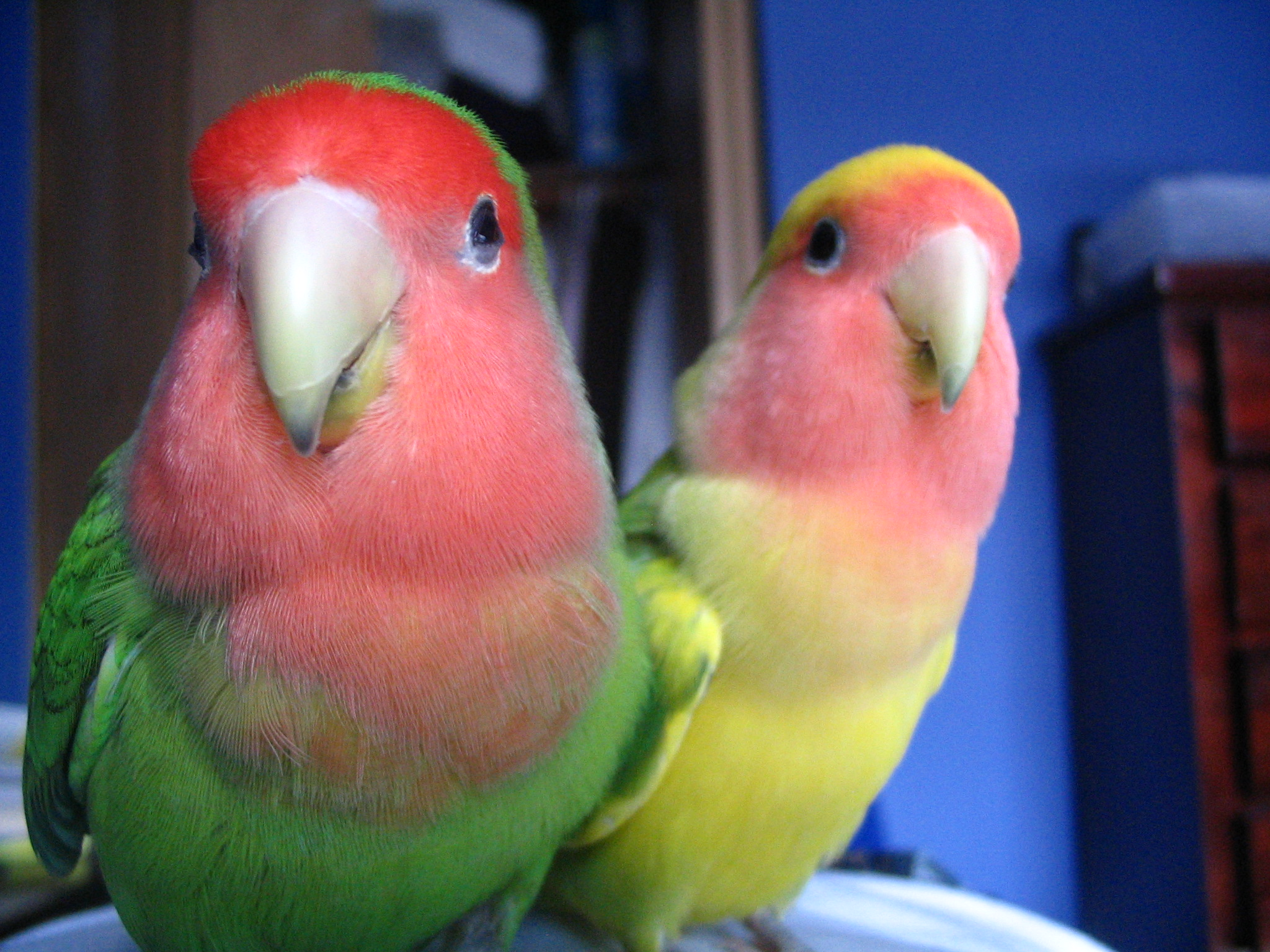
雜綠色（右）
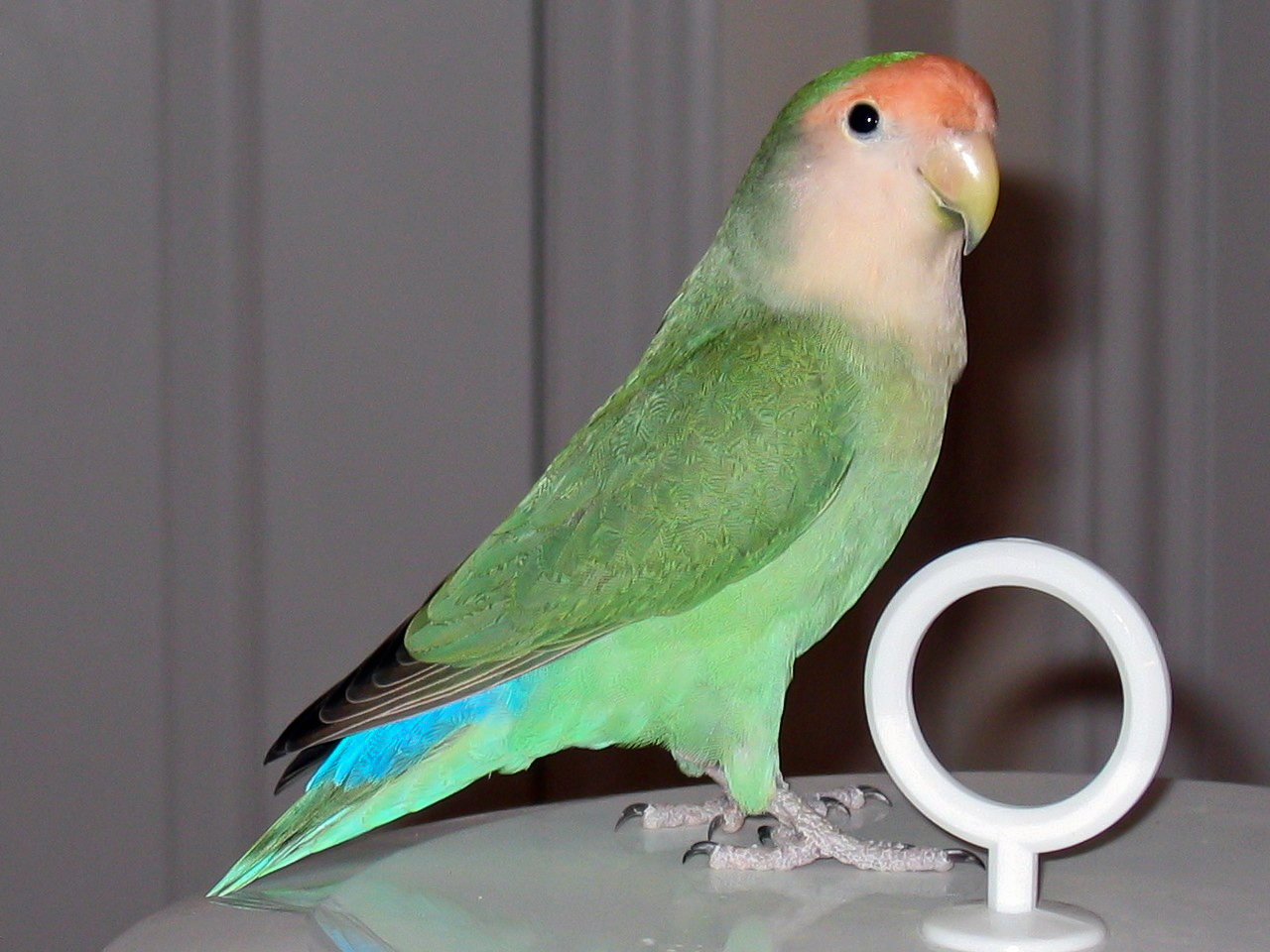
海水綠
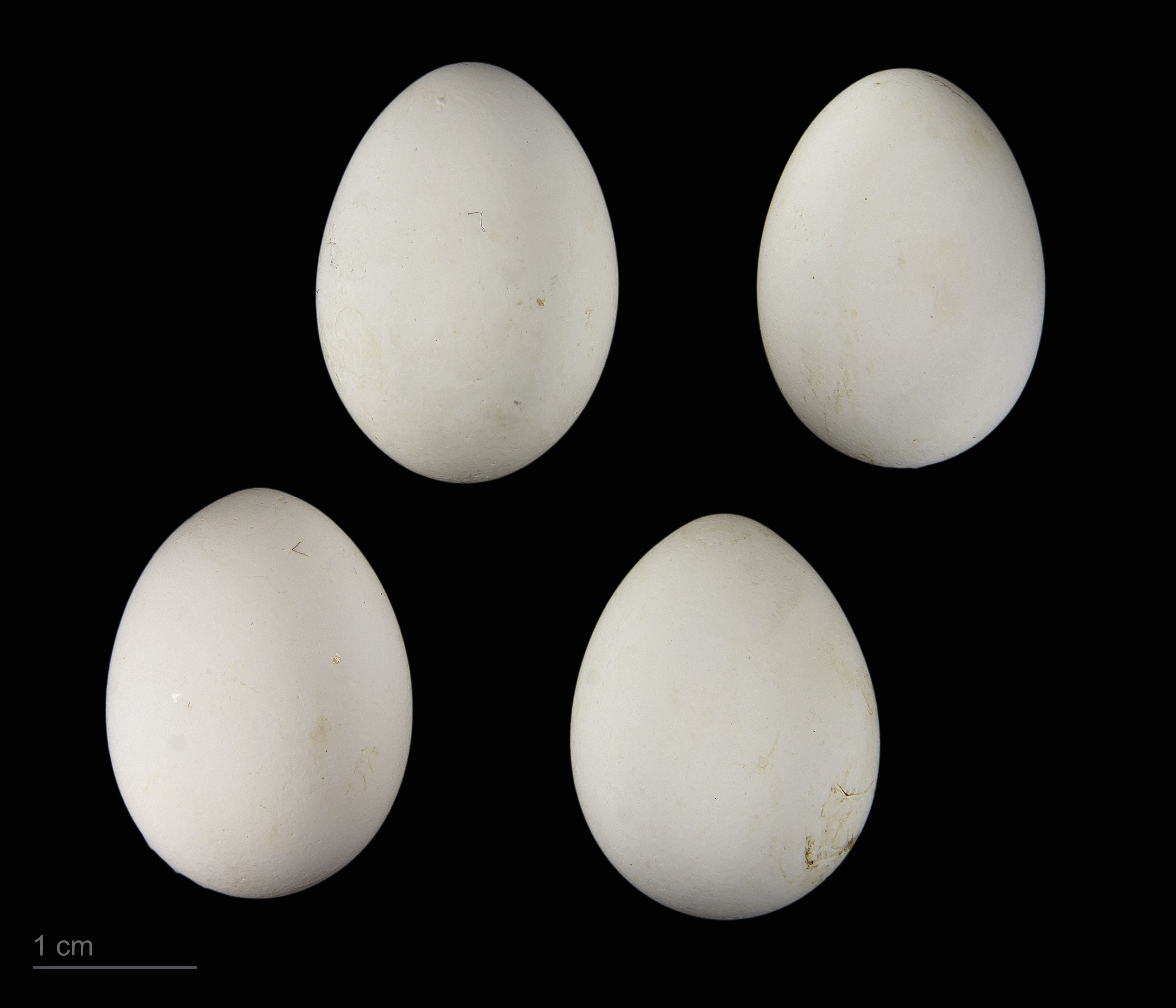
卵 Agapornis roseicollis

## 外部連結
- 桃面愛情鳥的突變資料 （页面存档备份，存于）
- 桃面愛情鳥的相片[永久]
- 飼養資料
- African Love Bird Society （页面存档备份，存于）